# Figuracja narracyjna
Figuracja narracyjna (fr. figuration narrative) – kierunek w sztuce francuskiej przełomu lat
60. i 70. XX wieku. Kierunek ten, pośród paru innych opierał się
na narastającym od końca lat 50. znużeniu dominacją abstrakcji. Uznawany jest za odmianę nowej figuracji.
Termin został zaproponowany przez krytyka i teoretyka sztuki Géralda Gassiot-Talabota w 1964, który zwrócił tym samym uwagę na narracyjny, zaangażowany charakter obrazów tej grupy, odróżniający ją od nowego realizmu, czy pop artu.
W tym samym roku odbyła się wystawa 34 artystów, uznana za akt założycielski kierunku – Mythologies quotidiennes (mitologie codzienne) w paryskim Musée d'Art Moderne.
Główni przedstawiciele figuracji narracyjnej to Eduardo Arroyo, Erró, Oyvind Fahiström, Gérard Fromanger, Antonio Recalcati, Gilles Aillaud. Zaangażowanie polityczne, społeczne grupy rosło z czasem, łącząc się z wydarzeniami 1968 roku, działalność grupy wywarła wpływ na późniejszą formację Figuration Libre.

## Literatura
- Christine Coquillat – Figuracja narracyjna, przekład Agnieszka Kluczewska, w: Artluk, nr 3, 2008, ISSN 1896-3676.